# マルシリー＝シュル＝ウール
マルシリー＝シュル＝ウール　(Marcilly-sur-Eure）は、フランス、ノルマンディー地域圏、ウール県のコミューン。

## 地理
その名が示す通り、マルシリーはウール川の近くにある。ドルーからサンタンドレ＝ド＝ルールへ向かう道、ユダンからドルーの森を通過してダンヴィルへと向かう道が、マルシリーで交差する。
マルシリーはノルマンディーの一部であるが、その位置は行政的にも地理的にも特殊である。3つの異なる地域圏に属する県、ウール県、イヴリーヌ県、ウール＝エ＝ロワール県と接しているのである。

## 由来
地名は12世紀にMarcilleiumのつづりであったことが証明されている。

## 歴史
1137年前後、ギヨーム・ド・マルシリーとその父フルクは、聖母マリアと洗礼者ジャンを守護聖人とする、シトー会派のブルイユ＝ブノワ修道院を創建した。
マルシリー家の後、エストゥートヴィル家、アレグル家、フェイ家、ディエル家と領主が変わった。アントワーヌ・デュ・ボスクが最後の村の領主であった。
1140年、ブルイユの修道院を離れた修道士たちは、ラ・トラップにおいてノートル・ダム修道院を建設した。

## 人口統計
| 1962年 | 1968年 | 1975年 | 1982年 | 1990年 | 1999年 | 2005年 | 2015年 |
| ------ | ------ | ------ | ------ | ------ | ------ | ------ | ------ |
| 624    | 565    | 688    | 692    | 1244   | 1229   | 1425   | 1566   |

参照元:1962年から1999年までは複数コミューンに住所登録をする者の重複分を除いたもの。それ以降は当該コミューンの人口統計によるもの。1999年までEHESS/Cassini、2006年以降INSEE。

## 史跡
- ブルイユ＝ブノワ修道院 - 1137年創建。歴史的記念物[5]

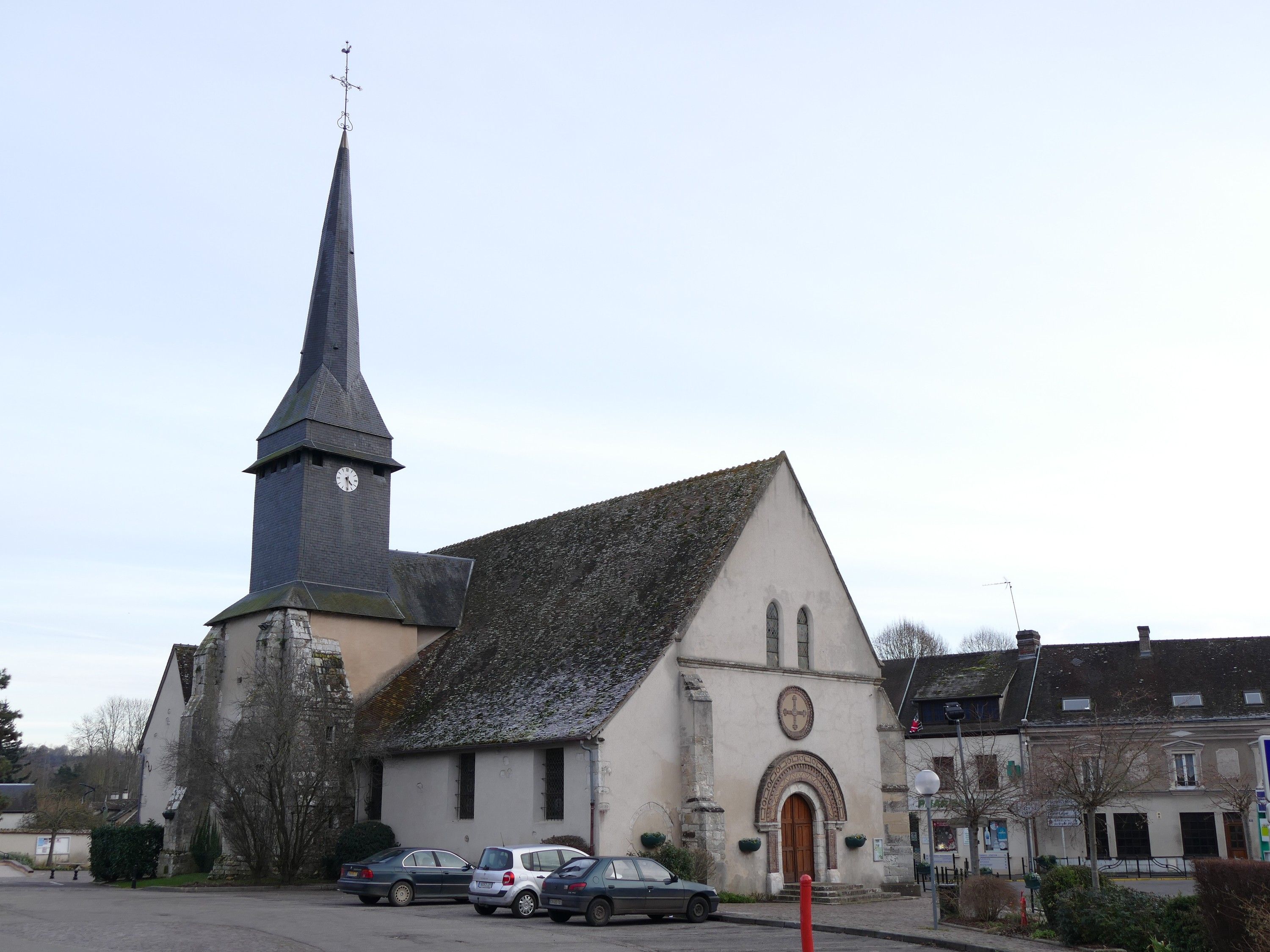
サン・ピエール教会
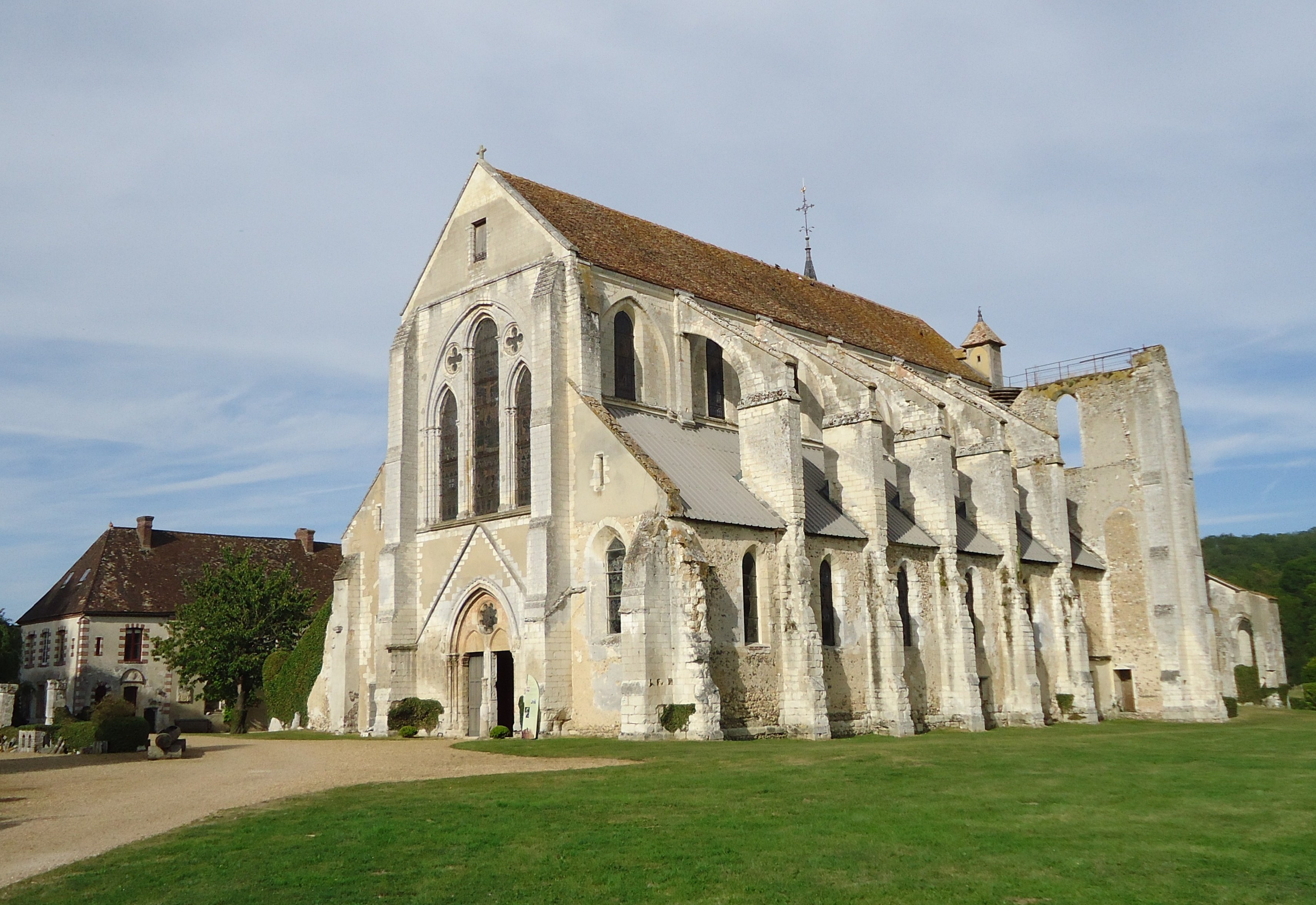
ブルイユ＝ブノワ修道院付属協会
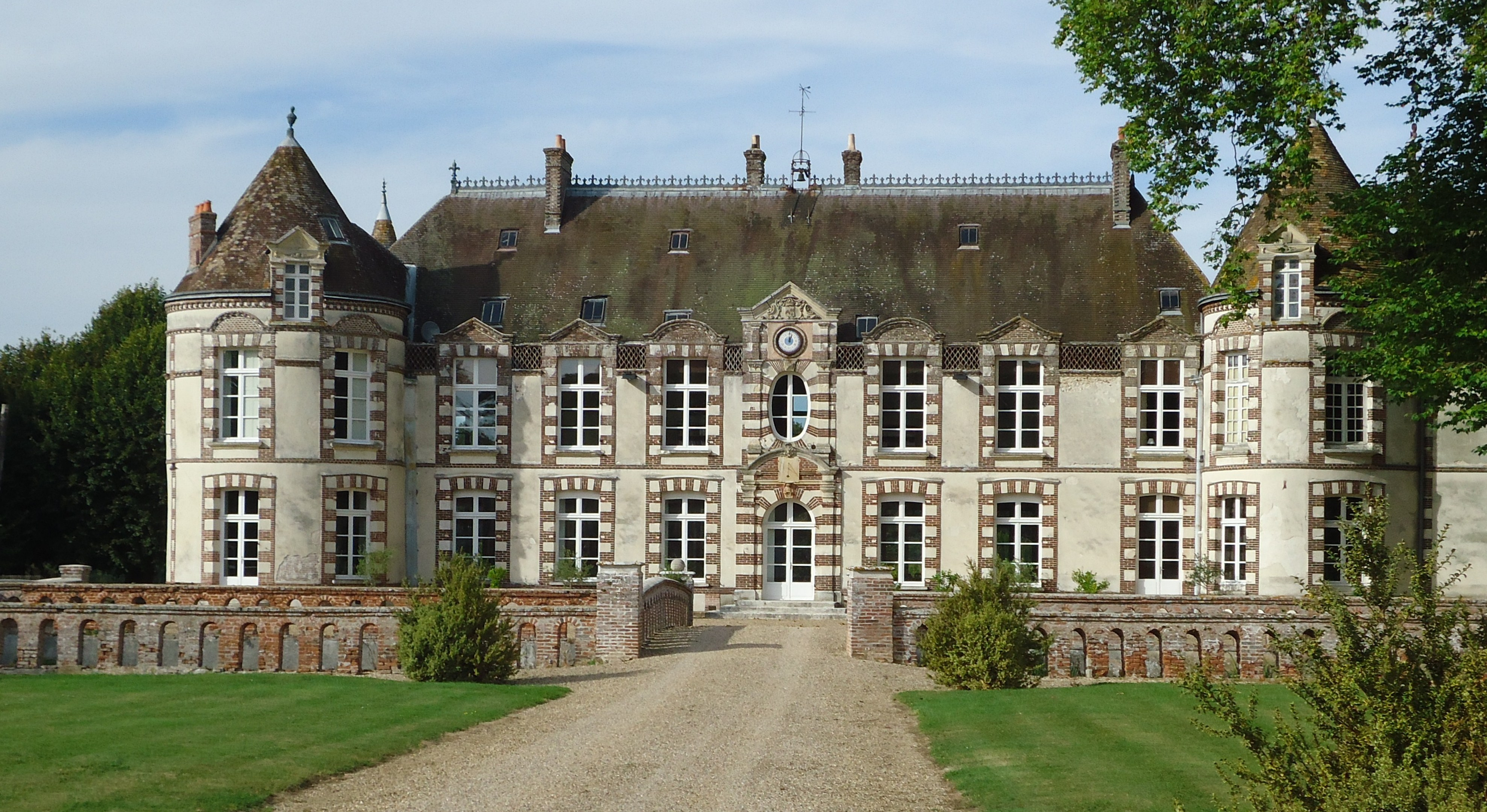
シャトー
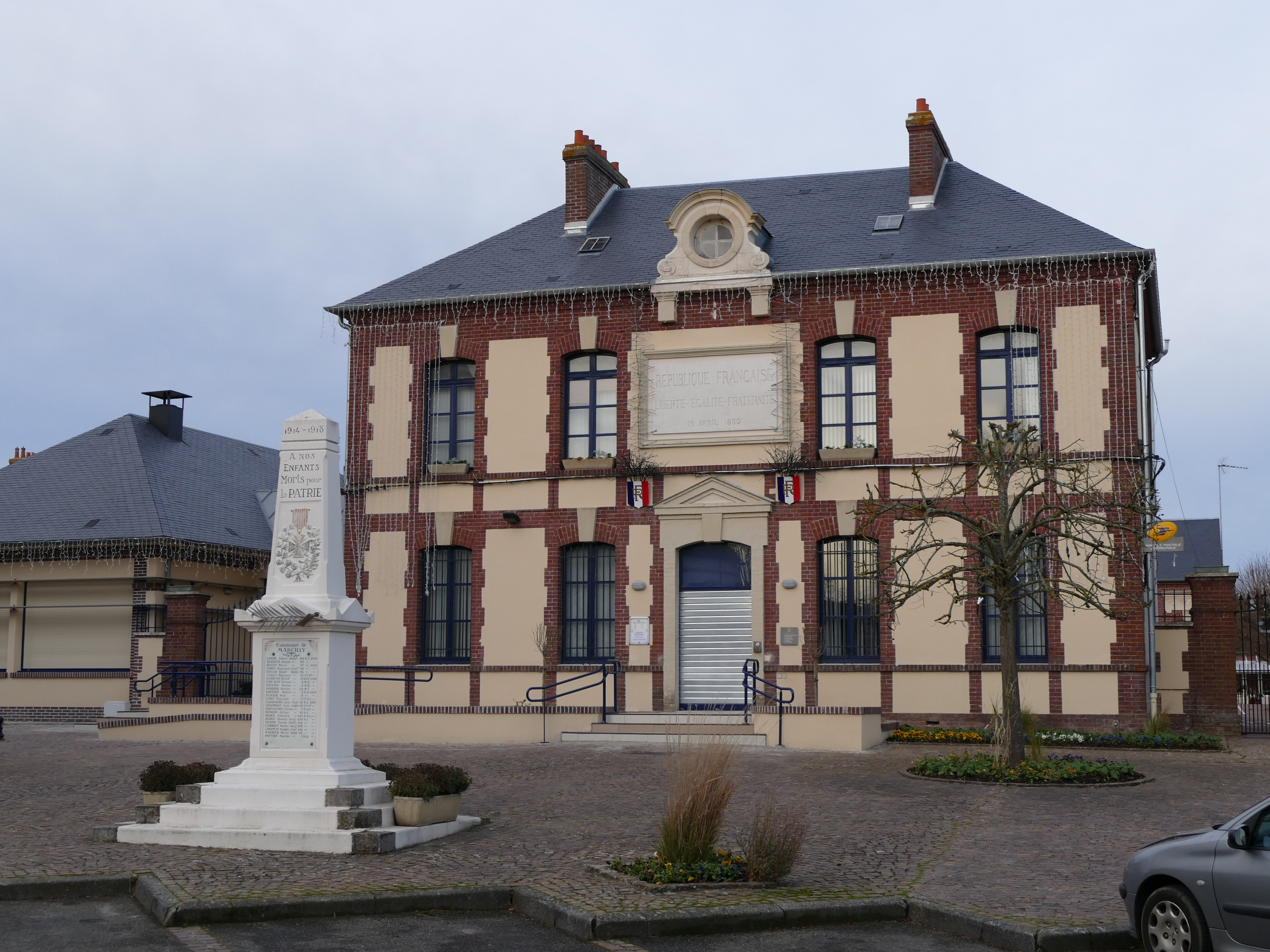
役場